# اومر هویسه
اومر هویسه (انگلیسی: Omer Huyse; زاده ۲۲ اوت ۱۸۹۸ – درگذشته ۲ مارس ۱۹۸۵) دوچرخه‌سوار اهل بلژیک بود.